# Orenco, Oregon

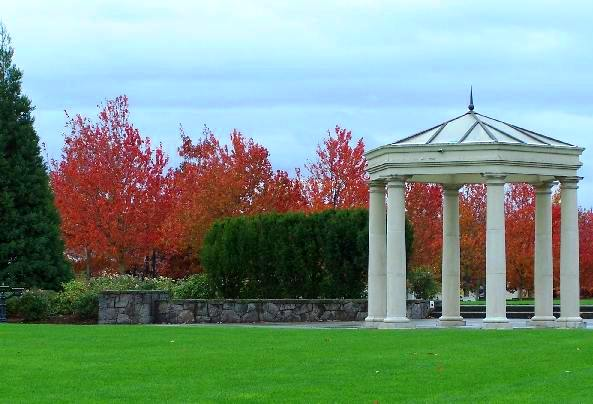
Công viên trung tâm tại Orenco

Orenco là một cựu thị trấn công ty nằm trong quận Washington, Oregon, Hoa Kỳ. Nó nằm giữa Hillsboro và Aloha. Cựu cộng đồng này hiện nay hình thành khu dân cư Orenco tại Hillsboro.
Cộng đồng này được thiết lập vào năm 1905 như là một thị trấn công ty của Công ty cây giống Oregon. Khu vực này rộng 1200 mẫu Anh (4.9 km²) thuộc sở hữu của công ty. Cái tên Orenco là một sự tổng hợp cái chữ viết tắt tên công ty Oregon Nursery Company,. Đường xe điện Oregon thiết lập Trạm Orenco vào năm 1908 và bưu điện Orenco hoạt động từ năm 1909 đến 1963. Trong số thuộc thị trấn ban đầu có nhà thờ, trạm xăng, tiệm tạp hóa, và một số nơi cư ngụ vẫn còn tồn tại đến ngày nay. Công ty cây giống Oregon đóng cửa trong thời kỳ Đại khủng hoảng.  Orenco sau đó trở thành một phần của Hillsboro. Công ty có công trong việc giới thiệu Táo Orenco, là một loại táo hoang mạc, trong đầu thế kỷ 20.

## Địa lý
Orenco nằm trong Thung lũng Tualatin, cùng với Lạch Rock và các dòng suối nhỏ hơn chảy qua khu vực. Các xa lộ chính trong khu vực gồm có Quốc lộ Hoa Kỳ 26, 
Đường Cornelius Pass, Đường Cornell, Phố NW 231, và Đường Baseline.
Vị trí phỏng chừng của Orenco là đông bắc Hillsboro, phía bắc Đường Baseline, phía năm Xa lộ Sunset, ở phía tây Đường Đèo Cornelius, và phía đông của Đường Shute.